# باول رادين
باول رادين (بالإنجليزية: Paul Radin)‏ هو عالم إنسان أمريكي، ولد في 2 أبريل 1883 في وودج في بولندا، وتوفي في 21 فبراير 1959 في نيويورك في الولايات المتحدة.

## وصلات خارجية
- باول رادين على موقع الموسوعة البريطانية (الإنجليزية)